# 沙漠之鷹手槍
沙漠之鷹手枪（希伯來語：נשר המדבר）是一種
可发射.357麥格農、.41麥格農、.429沙漠之鹰、.44麥格農、.440 Cor-bon、.50 AE等彈藥的导气式半自動手槍。该枪由马格南研究（Magnum Research Inc. , MRI）设计和开发，并由以色列军事工业再加以改进后负责制造。1995年，MRI将制造合約移交给位于缅因州索科市的索科防卫。1998年，MRI将制造合約交还给IMI，IMI随后将其轻武器部门以“以色列武器工业”的名称商业化。从2009年开始，沙漠之鹰在MRI位于明尼蘇達州Pillager的工厂生产。2010年，Kahr Arms收购了MRI。

## 歷史
1979年，在美國明尼蘇達州明尼阿波利斯附近建成的麥格農研究所（Magnum Research Inc.，簡稱：MRI）计划推出一款能發射.357麥格農（Magnum）子彈的半自動手槍，主要功能包括打靶和打獵等。该计划被称为「麥格農之鷹」（Magnum Eagle），由公司創辦人兼槍械工程師B‧懷特（B‧White）负责主持。
MRI成功於1981年推出沙漠之鷹的原型槍，在1982年公佈消息后，於1983年获得其設計專利。
由于當時的技術尚不完善，该槍在供彈系統上還存在許多問題。為彌補生產商資金和技術實力薄弱等缺陷並將此槍推向市場，MRI开始尋求與國內外大公司合作，最後由「以色列軍事工業」（IMI）接手改良，經過反復試驗和不斷改進，於1985年获得了目前的沙漠之鷹設計專利。1992年，美國政府開始收緊對进口枪械的政策，槍械的製造流程遂改为先由IMI製造零件，再運往MRI进行零件的組裝和後續加工（如鍍金、拋光、枪管的精加工等）。

## 結構
與諸多使用短後座行程或氣體反衝式機構的半自動手槍不同，沙漠之鷹採用另類的設計。
由於其使用了麥格農級別的大威力子彈，若然採用一般手槍的設計將會令其在閉鎖時出現強度不足的問題，因此它改用較常在半自動步槍或突擊步槍上使用的氣動式機構。
它的閉鎖式槍栓與AR-15／M16系列武器十分相似。氣動式的優點在於它能夠使用比傳統手槍威力更大的子彈，這使得沙漠之鷹系列手槍能夠跟發射麥格農子彈的轉輪手槍競爭。其槍管固定於槍管座上，在近槍口處和膛室下方跟槍身連接。由於槍管在射擊時並不會移動，理論上有助於提升射擊的準確度。因槍管為固定式的關係，其頂部設有瞄準鏡安裝導軌，使用者可自行加裝瞄準設備以作中到遠距離射擊。扳機為單動式設計，並在套筒兩側均設有“固鎖待發”式保險裝置，可滿足左右手操作。
U字型握把採用整體式設計，以一根彈簧銷固定，握把護片通常為黑色，並以塑膠製成，但使用者也可請原廠或其他廠商訂製更多款式的握把護片。為進一步降低後座力，沙漠之鷹採用了兩根平行的復進簧。

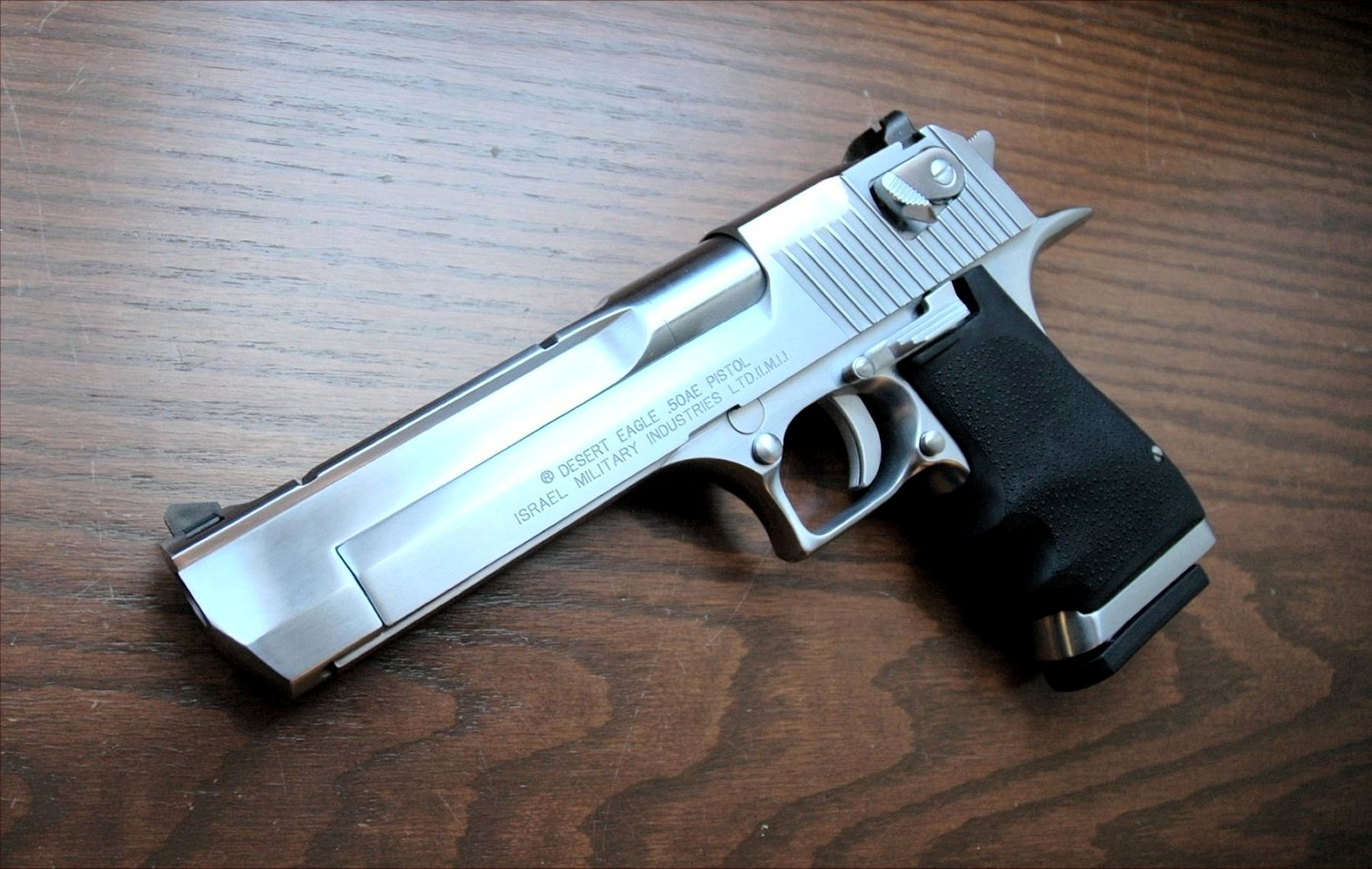
換裝了連手指凹槽的握把的沙漠之鷹

导气管位於槍口內約1厘米處，导气管再连接气缸，活塞則位於套筒前緣，當滑套裝入槍身兩側復進導槽時，活塞位置正好在气缸內。子彈击发时，火药燃烧产生的高压气体沿导气管扩张至槍口前方，之後再被導引往下並往後，直接推動固定在滑套上的活塞。滑套後退時會拉动枪栓向后並退彈進入開膛狀態，然後將擊鎚壓下呈待發狀態。
紧接着，被压缩的复进簧推动套筒前行，並將彈匣內子彈推入槍膛，槍栓旋轉成閉鎖狀態；若无子弹，則滑套會固定在後方，处于空仓挂机位置，在换上新彈匣并按压滑套释放桿或直接把滑套向後拉之后，滑套復位時會把彈匣內的一發子彈推入膛室。藉由槍栓上突柄的設計，整個轉拴式槍栓會旋轉以解除閉鎖，然後完成拋殼、上膛、並且重新旋轉閉鎖等動作。也正因此，無彈後定时可以清楚地在外槍管和槍身間的空間內看到活塞。

## 設計及特徵

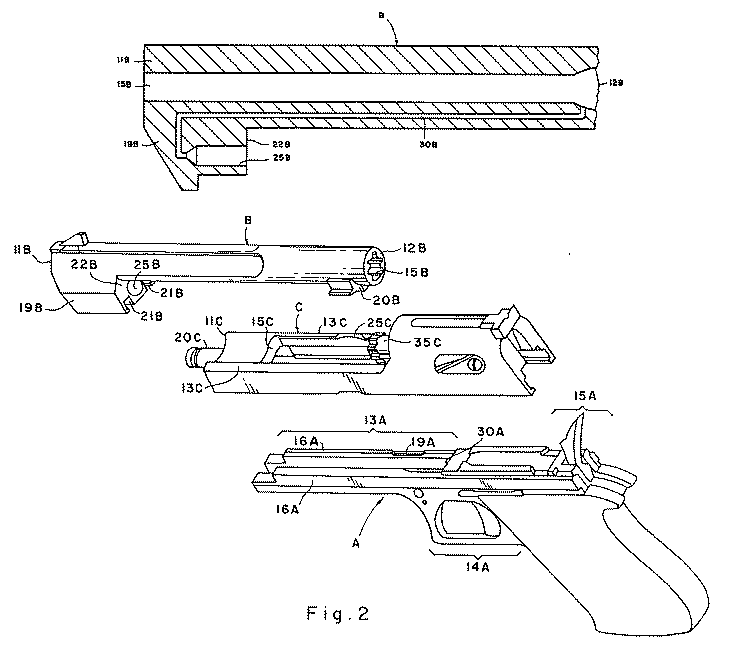
美國專利第4,619,184號的圖案，顯示出沙漠之鷹的構造

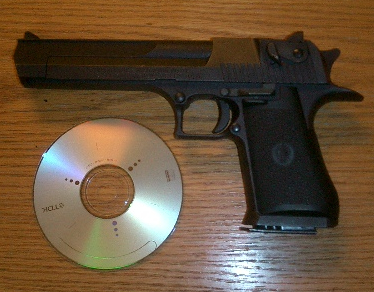
沙漠之鷹與CD光碟片的比較

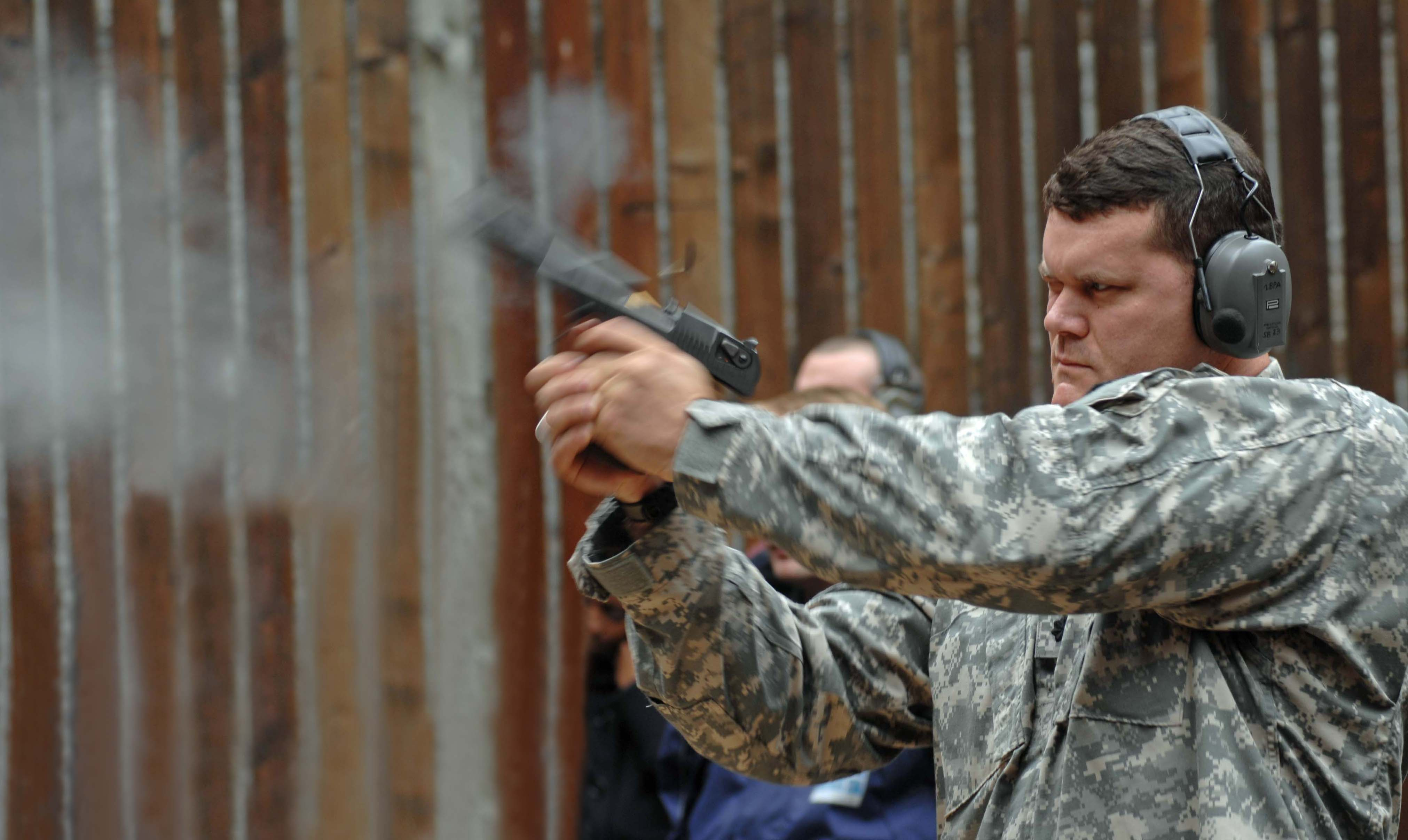
一名在射擊比賽中使用.44口徑沙漠之鷹的美國陸軍士兵

沙漠之鷹為一把又大又笨重的手槍，氣動的機械結構使得此槍的體積與重量都超出一般手槍，全槍連空彈匣就已有1.9公斤。巨大握把使其難以單手握持，不過氣動機械結構也使其後座力有所緩衝，女性也能使用，當然持槍姿勢必須正確，否則射手會有機會被槍身打中頭部，而且也會導致拋殼失敗或卡彈故障。沙漠之鷹有多種塗裝的版本可供用戶定制，包括：不銹鋼、電鍍銀及鈦金等。該槍雖有火力及制止力強大、精度高及射程較一般手槍遠等優點，不過也因價格比一般手槍昂貴，同時在射擊時所產生的巨大噪音及槍口焰會對射手造成較大的心理壓力及令其暴露位置，還有對射擊姿勢要求高等因素導致大部份軍隊及執法機關都認為沙漠之鷹不是實用的武器而拒絕採用。不過，沙漠之鷹本身也並非針對軍警市場推出，該槍的主要買家群都是普通平民，並被他們用於收藏、競技、休閒射擊、狩獵及自衛等用途，在墨西哥等國也有罪犯用於販毒和從事其他犯罪活動，當中這些槍械有不少是從作為鄰國的美國走私到當地。
有少數國家的特種警察和特種部隊曾少量購置沙漠之鷹，然而這些手槍會否被實際應用在作戰用途仍然是未知之數。

## 型號

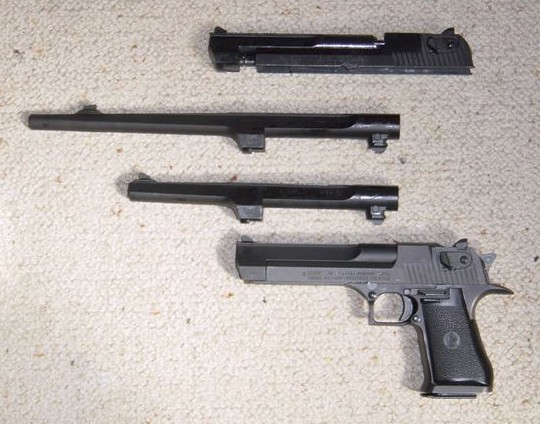
野戰分解的Mark VII

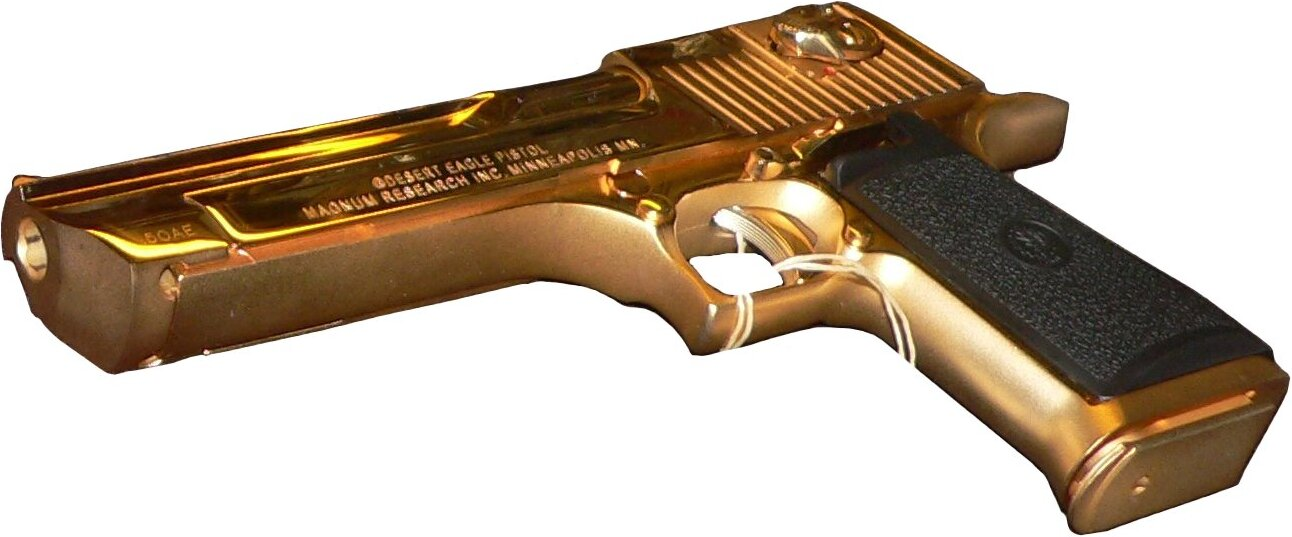
.50 AE的Mark XIX

沙漠之鷹有三種型號。

### Mark I
鋁製的槍身，有.357麥格農和.44麥格農兩種口徑，已停產。

### Mark VII
鋼製的槍身，有.357麥格農、.44麥格農和.41麥格農三種口徑，此型已停產，不過市場上仍有6吋（152毫米）和10吋（254毫米）長的.44麥格農口徑Mark VII庫存（2005年早期）。

### Mark XIX
Mark XIX有.357麥格農、.44麥格農和.50 AE（Action Express）三種口徑。麥格農公司也曾展示過使用.440 Cor-Bon口徑的樣本（.50 AE的衍生槍種）。

## 變換口徑
改裝一把沙漠之鷹的口徑，只需要相搭配的槍管、槍機和彈匣，因此在野外能迅速地完成換裝以射擊別種子彈。最廣泛使用的槍管是6英吋版本（也有10和14英吋，但不常見）。槍管上已經做好了瞄準鏡的基座，可以輕易地裝上。

## 相關
IMI生產了沙漠之鷹後，原本稱作杰里科941的手槍現在被稱作「小沙鷹」（英語：Baby Eagle），可是這把槍與沙漠之鷹運作原理沒有任何共通點，它採用標準的手槍設計──雙動模式和短行程後座作用原理。兩者的相似之處是彈藥的使用，.41 AE子彈即是為Jericho 941設計，它使用縮緣式彈殼，所以只要更換槍管便能使用9毫米鲁格弹子彈。這是因為.41 AE子彈等於將.41麥格農子彈的底緣與退殼鉤槽換成和9毫米子彈相同。這使得相同的退殼器和拋殼頂桿能夠在兩種子彈上共同使用。.50 AE正好可以做个类比，它也有縮緣式彈殼，使得槍枝只需換裝槍管和彈匣便能於.44麥格農和.50 AE兩種口徑之間切換。

## 使用國
- 波蘭
  - 波蘭武裝部隊行動應變及機動組（採用.50口徑Mark XIX型）[3][4]
- 葡萄牙
  - 葡萄牙治安警察局特別行動組（採用.357口徑型）

## 流行文化
沙漠之鷹手槍之所以如此聞名很大一部份的功勞是歸功於各種影視作品。目前已有超過500部電影、電視劇和電子遊戲出現過該槍。而大部份有沙漠之鷹出現的作品都會對該槍在戰鬥上的實用性有所誇大，例如在《最後的動作英雄》和《駭客任務》等電影中登場的角色都能夠輕鬆地以單手使用沙漠之鷹開火，甚至準確地命中目標。在電子遊戲方面，以《反恐精英》和《決勝時刻4：現代戰爭》為例的高知名度第一人稱射擊遊戲都有出現過沙漠之鷹的身影，因此在玩家群也留下了深刻的印象。
出現沙漠之鷹手槍的作品例子包括：

### 動漫
- 1998年—《蠟筆小新：電擊！豬蹄大作戰》：由肌肉所使用。
- 2003年—《動畫版》：黑色.50口徑Mark XIX型於「偵探的故事」（Detective Story）中由母體內的特別探員所使用。
- 2004年—《妖精的旋律》：為.50口徑Mark XIX型，由坂東和特殊急襲部隊成員所使用。
- 2004年—《爆裂天使》：為銀色.50口徑Mark XIX型，由喬雙持使用。
- 2006年—：鍍金槍身型由尤蘭妲所使用；銀色槍身型由第一季第一話登場的傭兵首領所使用。
- 2006年—《名偵探柯南：偵探們的鎮魂歌》：為銀色.50口徑Mark XIX型，由追殺柯南的不明人士所使用。
- 2008年—《神槍少女II》：黑色.50口徑Mark XIX型由奧爾加所使用。
- 2010年—《Angel Beats!》：黑色Mark XIX型由高松所使用。
- 2011年—《魔法少女小圓》：曉美焰曾在暴力團的武器庫盜取至少一把黑色的.50口徑Mark XIX型沙漠之鷹作魔女退治之用。
- 2012年—《軍火女王》：為銀色Mark XIX型，由烏戈与蔻蔻·海克梅迪亞所使用。
- 2013年—《劇場版 魔法少女小圓［新篇］叛逆的物語》：為黑色和銀色.50口徑Mark XIX型，都由曉美焰所使用。
- 2015年—《青春x機關槍》：輕彈氣槍版.50口徑Mark XIX型為“玩具槍槍”的松岡正宗所使用槍枝，會雙持，左黑右銀。

### 電視劇
- 2005年—：雪佛蘭羚羊汽車內收藏武器之一，銀色槍身。

### 電影
- 1985年—《魔鬼司令》：型號為鍍銀.357口徑Mk I型，由主角約翰·馬特里克斯（阿諾德·施瓦辛格飾演）所使用。
- 1986年—《變蠅人II（英语：The Fly II）》：為鍍銀.357口徑Mark I型，原為史哥比（加里·查克飾演）所擁有，在他死後該槍被安東·巴托克（李·理查森飾演）搶奪使用。
- 1987年—：歹徒頭目Clarence Boddicker的配槍。
- 1988年—：電影中艾凡·丹科上尉（阿諾德·施瓦辛格飾演）所使用的配槍“Podbyrin 9.2mm”實際上是以.357口徑的沙漠之鷹MK I型配上原創的槍管和瓦爾特P38手槍的握把護片改裝而成的道具槍。
- 1990年—《2》：未成年歹徒Hob使用了沙漠之鷹打中機器戰警的頭盔但是沒有造成任何損傷。
- 1990年—《鐵血戰士2》：由主角麥可·哈里根警督(丹尼·格洛弗飾演)所使用的鍍銀.357口徑Mark VII型, 槍上配有紅外線瞄準鏡。
- 1993年—《3》：OCP僱傭兵領袖Paul McDaggett的配槍。
- 1993年—《最後的動作英雄（英语：Last Action Hero）》：為.357口徑Mark I型，由傑克·斯萊特（阿諾德·施瓦辛格飾演）所使用。
- 1994年—《中南海保镖》：为银色.357口径Mark I型，由退伍军人杀手王建军（邹兆龙饰演）所使用
- 1995年—：為黑色.50口徑Mark XIX型，由布喬（若阿金·阿爾梅達飾演）、塔沃（鐵托·拉里瓦（英语：Tito Larriva）飾演）、布喬的手下和販毒份子所使用。
- 1999年—：為黑色.50口徑Mark XIX型，於母體世界內由史密斯（雨果·威明飾演）為首的多名特別探員所使用。
- 2000年—《偷拐搶騙》：為黑色.50口徑，由鋼牙東尼（維尼·瓊斯飾演）所使用。
- 2003年—：鍍銀.50口徑Mark XIX型於母體世界內由特別探員所使用；黑色.50口徑型亦於母體世界內由史密斯（雨果·威明飾演）及其複製體用以集體開火。
- 2004年—《惡靈古堡2：啟示錄》：兩枝黑色.44口徑Mark XIX型由前保護傘公司隊員卡洛斯·奧利韋拉（歐迪·費爾飾演）用作配槍（英语：Side arm）；兩枝鍍金.44口徑Mark XIX型也由L.J.韋恩（麥克·伊皮斯飾演）用作配槍（英语：Side arm）。
- 2006年—：型號為.357口徑Mark I型，由黑幫成員和維羅納的弟弟所使用，亦被主角契夫（傑森·史塔森飾演）所繳獲。
- 2007年—《非法制裁（英语：Death Sentence (2007 film)）》：在主角尼克·休謨（凱文·貝肯飾演）向老骨頭·達利（約翰·古德曼飾演）購買槍械時，達利向他推介的其中一枝槍為鍍銀槍身的Mark VII型沙漠之鷹，但尼克没有購買。
- 2007年—《惡靈古堡3：大滅絕》：鍍金.44口徑Mark XIX型由L.J.韋恩（麥克·伊皮斯飾演）所使用。
- 2009年—：為.50口徑Mark XIX型，黑色槍身版由布萊爾·威廉姆斯（穆恩·布拉得古德飾演）所使用；銀色鍍鉻槍身版於導演剪輯版中由阿什當將軍所持有。
- 2009年—：型號包括：銀色.357口徑Mk I型、鍍金.357口徑Mk I型及銀色.44口徑Mark VII型，由多個角色所使用。
- 2010年—《惡靈古堡4：陰陽界》：鍍銀.50口徑Mark XIX型，由阿爾伯特·威斯克（孝恩·羅伯茲飾演）所使用，會雙持。
- 2013年—：銀色.50口徑Mark XIX型，由至少一名殺戮者所使用。
- 2015年—：黑色.357口徑Mark VII型由莎拉·康納（艾蜜莉·克拉克飾演）所使用。
- 2016年—：銀色.50口徑Mark XIX型，由死侍（萊恩·雷諾斯飾演）所使用，會雙持。

### 電子遊戲
- 1998年—：单手小型枪械，.44口径，可配備普通或FMJ两种弹药。
- 1998年—：里昂·S·甘乃迪篇中可獲取的麥格農手槍。
- 1998年—《潛龍諜影》：由梅麗爾·西爾弗伯格所使用。
- 1998年—：可由使用，威力非常強大。
- 1999年—：Beta 2.0以後登場，為銀色.50口徑Mark XIX型，命名為，奇怪地在彈匣內仍有子彈的情況下重新裝填時滑套會自動鎖定。
- 1999年—：为黑色.50口径型，于单人模式中取代.357左轮手枪（左轮手枪在多人模式中依然有出场）并由HECU工兵所使用，也可由主角阿德里安·谢菲尔德于战场上拾取并使用，拥有可使用的激光瞄准器，开启后会提高精准度以及干扰跟踪火箭弹的运行轨迹。
- 2000年—《恐龙危机2》：蕾吉娜專用武器。
- 2000年—《Urban Terror》
- 2000年—：命名為“Silver Eagle”，.44口徑。
- 2001年—《江湖本色》
- 2002年—：僅出現於多人遊戲。
- 2002年—《Soldat》：第1件主要武器，0.94c版中為單槍，以後改為雙槍。
- 2003年—：可雙持。
- 2003年—：命名為「D.Eagle」和「D.Eagle2」。
- 2003年—《核武浩劫2》
- 2004年—：為.50口徑型Mark XIX型，在單人模式和聯機模式分别採用黑色和銀色槍身，命名為「夜鷹.50C」，奇怪地在彈匣內仍有子彈的情況下重新裝填時滑套會自動鎖定。
- 2004年—：銀色.50口徑Mark XIX型，命名為，奇怪地在彈匣內仍有子彈的情況下重新裝填時滑套會自動鎖定。
- 2004年—：.357 Magnum口徑。
- 2005年—《地下城与勇士》：型号为Mark XIX型，在枪剑士职业的背景剧情动画中由一名在枪剑士口中称之为“导师”的人士所使用。
- 2006年—《火線危機4》：由頭目葛瑞格利·巴洛斯所使用。
- 2006年—：被归类为手枪，在多个关卡中的目标或精英守卫使用。
- 2007年—《Online》：隨遊戲登場武器，為銀色.50口徑Mark XIX型，命名為，奇怪地在彈匣內仍有子彈的情況下重新裝填時滑套會自動鎖定。該槍有以下多種改型：
  - NightHawk.50C Gold Edition：金色槍身版本。
  - NightHawk.50C Red：紅色槍身版本。
  - Double-NightHawk：雙持版本，使用迷彩色槍身，載彈量合共為28發，只在殭屍模式II、III及大亂鬥模式中登場。
- 2007年—《穿越火線》：隨遊戲登場武器，命名為「Desert Eagle」，没有购买等级限制，价格为9000GP/永久，並有A型、B型、S型、黃金版、雙持版及英雄版等多种改进型，B型可載9發子彈，A型在B型基础上使用迷彩槍身，S型槍身為黑色、可載9發子彈、增加瞄準鏡和激光瞄准器（不可使用），黃金版可載10發子彈，雙持版共可載14發子彈，英雄版命名為“Desert Eagle-修羅”、可載11發子彈、槍身上擁有特殊浮雕以及刺刀（不可使用）、并攜帶格鬥軍刀用以近戰。
- 2007年—：為銀色Mark XIX型，第一版本命名為「大本鐘」，採用9×39毫米彈藥；另一版本命名為「黑鳶」，採用.45 ACP彈藥。
- 2007年—
- 系列的《現代戰爭》系列三部曲：
  - 2007年—及重製版：為鍍銀.50口徑Mark XIX型，奇怪地擊鎚不會自動扳起（重製版中則長期處於半待擊狀態）。在戰役模式時由俄羅斯極端民族主義黨領袖伊姆蘭·扎卡耶夫所使用，並在序幕關卡「政變」當中借給中東某國叛軍領袖哈立德·阿薩德用於處決總統阿·富拉尼，也在「不留活口」中由一名極端民族主義黨人員所使用。在聯機模式時於等級43解鎖，並有在等級55解鎖的黃金版。
  - 2009年—及重製版：為.50口徑Mark XIX型，使用黑色滑套及銀色底把並裝上戰術燈（不可使用），奇怪地擊鎚不會自動扳起（重製版中修正了這個問題）。在戰役模式時由美國陸軍第75遊騎兵團下士鄧恩（外觀為前作的鍍銀版本）、盧哈斯的助手及巴西武裝團伙所使用。在聯機模式時於等級62解鎖，並可使用雙持、戰術刀及全金屬披甲彈（英语：Full metal jacket bullet）。另外在重製版中還添加了金色版本作為彩蛋武器。
  - 2011年—：為黑色.50口徑Mark XIX型，奇怪地擊鎚不會自動扳起。在戰役模式時由141特遣隊殘存隊員約翰·普萊斯、尤里、同心圈領袖弗拉基米爾·馬卡洛夫、美國陸軍三角洲特種部隊合金分隊及非洲武裝民兵等多個角色和陣營所使用。在聯機模式時於等級76解鎖，並可使用雙持及戰術刀。在特別行動模式及生存模式亦有出現。
- 2008年—《2》：為銀色.50口徑Mark XIX型，奇怪地擊鎚不會自動扳起，而且沒有無彈後定。
- 2008年—《428：被封鎖的澀谷》：由傑克·史丹尼所使用。
- 2008年—
- 2008年—《戰地之王》：命名為：白金之星—沙漠之鷹。
- 2009年—：为.44麥林版本，命名為「麥格農手槍」，載彈量8發，附有手電筒。
- 2009年—《殺戮空間》：命名為「手炮」，載彈量8發，可雙持。
- 2009年—
- 2009年—《惡靈古堡5》：為銀色.44口徑Mark XIX型，命名為「L. Hawk」。戰役模式可於第五章取得。
- 2010年—《正当防卫2》
- 2011年—：型号为.357口徑Mark XIX型，命名为“SOP 38 Pistol”，載彈量10发，同时拥有无限的备弹。
- 2012年—：為銀色.50口徑Mark XIX型，命名為「Desert Eagle」。奇怪地在空匣重新裝填開始時處於空倉掛機的滑套會自動復位（在續作《絕對武力2》的2025年8月更新中修正了換彈動作，並增加了“戰術性”換彈動作，不過在殘彈數並非為0時換彈玩家角色仍然會拉動滑套）。
- 2012年—《3》：為銀色.50口徑Mark XIX型，命名為“D50”，載彈量8發，奇怪地擊鎚長期處於半待擊狀態。另外在使用“神槍手擊殺”（Gunslinger Takedown）技能時會先用刀捅死一名敵人，然後從其槍套拔出該槍以單手射擊。
- 2012年—《突擊風暴》
- 2012年—《惡靈古堡6》：為銀色.50口徑Mark XIX型，命名為「Lightning Hawk」，使用.50 Action Express彈藥。里昂·S·甘乃迪篇第四章可獲取的麥格農手槍。
- 2012年—《战争前线》：为.50口徑Mark XIX型，银色涂装，命名为“Desert Eagle”，以副武器之姿出现并可被所有职业使用，同时黑色版本于PVE以及生存模式中由黑木帝国盾牌兵以及火箭筒兵所使用。使用7发弹匣，中国大陆服务器为专家解锁，欧美与俄罗斯服务器为抽奖武器，均可以改裝枪口配件（通用消音器、手槍消音器、手槍制退器、手槍刺刀）以及瞄准镜（EoTech 553全息瞄准镜、绿点全息瞄准镜、红点瞄准镜、手枪瞄准镜）。拥有皇冠币专属迷彩涂装、军旅迷彩涂装、2014巴西世界杯专属涂装和黄金版本四种改装版本，均增加威力和载弹量。
  - 皇冠版本可以使用皇冠币购买；军旅迷彩版本可以通过K点购买；世界杯版本为活动武器，但奇怪的是欧美服务器的世界杯版本沙漠之鹰比原版削弱不少，而俄罗斯与中国大陆服务器则数据正常，至今欧美服务器的运营商仍然未对其做出任何解释。黄金版本可通过抽奖获得，无法安装EoTech 553全息瞄准镜、绿点全息瞄准镜与通用消音器，但其他配件均为黄金涂装
- 2012年—：為Mark XIX型，命名為「(Gold) .50C Pistol」，有金色及銀色可供選擇，金色版本由Winston、Ponytail、Wei Shen持有，爆機後可於安全屋中獲得。
- 2013年_<孤膽車神-維加斯>：銀彈手槍、豪華銀彈手槍為其原型，銀彈手槍可用遊戲內金幣取得，豪華銀彈手槍可用鑽石取得
- 2013年—：.50口徑Mark XIX型（預設），命名為「Deagle」，載彈量10發。可購買雙持使用，可在黑市購買後並另外花費改裝。
- 2013年—《惡靈古堡：啟示》：為銀色.44口徑Mark XIX型，命名為「L. Hawk」。戰役模式可於第八章取得。突擊模式則隨機掉落或出現在商店，稀有版本名稱為「雷霆之鷹」。
- 2013年—:主角但丁所使用的雙槍「黑檀木&白象牙」的原型為沙漠之鷹，代替前作的M1911手槍。
- 2013年—《絕對武力Online 2》：為銀色.50口徑Mark XIX型，命名為“Desert Eagle”，奇怪地在彈匣內仍有子彈的情況下重新裝填時滑套會自動鎖定。
- 2013年—：型號為黑色.44口徑Mark XIX型，命名為“沙漠之鷹.44”（DEagle.44），為資料片「龍之獠牙」（Dragon's Teeth）新增武器之一。載彈量8+1發，被歸類為佩槍，為所有兵種的通用武器，在完成任務「反沖動力學」後解鎖。
- 2014年—《未轉變者》：命名為「沙漠之隼」（Desert Falcon）。
- 2014年—《4》：為銀色.50口徑Mark XIX型，命名為“D50”，載彈量8發，奇怪地擊鎚長期處於半待擊狀態。可加裝瞄準鏡。
- 2015年—：型號為銀色（預設）.50口徑Mark XIX型，命名為「禿鷹」（Bald Eagle），載彈量7+1發，能夠由執法機關和罪犯兩方執行者（Enforcer）所使用，需要完成「第2級執行者」任務解鎖。可加裝各種進階照準器（改進版機械瞄具、迷你、德爾塔、Comp M4S）、附加配件（電筒、戰術燈、激光瞄準器）及槍口零件（制退器、補償器、重槍管、消焰器）。單人模式當中則能夠由主角尼古拉斯·門多薩所使用。
  - 該武器具有特殊換彈動作。
- 2015年—《火線危機5（日语：タイムクライシス5）》：由兩位主角Luke O'Neil和Marc Godart所使用。
- 2015年—《Fate/Grand Order》：Archer（設定為黑化的Fate/stay night從者Archer）所使用的雙槍的原型為沙漠之鷹，分別是左手的紅色槍與右手的白色槍，具有握把護環並在槍管下方加裝刀刃而使兩槍變成刀銃，並作為其專屬概念禮裝「干将•莫邪（手枪）」中最明顯的武器。
- 2015年—：型號為黑色.50口徑Mark XIX型（曾經為鍍銀版本），命名為「D-50」，由海豹部隊幹員所使用。
- 2016年—《殺戮空間2》：型號為銀色.50口徑Mark XIX型，命名為「Desert Eagle」，可雙持。
- 2017年—《元气骑士》：白色品质武器，伤害4点，能量耗损1点。
- 2017年—《絕地求生》：型號為.50口徑Mark XIX型，可裝備配件有：紅點瞄準器、全息瞄準器、擴容彈匣、雷射瞄準器。
- 2018年—《5》：型號為.50口徑Mark XIX型，使用鍍銀滑套及黑色底把，命名為「D50」，載彈量為8發。
- 2018年—《叛亂：沙漠風暴》
- 2018年—《surviv.io》中出現，使用.50AE口徑，遊戲中命名DEagle，玩家可單持或雙持
- 2019年—：型號為.50口徑Mark XIX型，命名為「DIY D50」，為由缺陷的散零件裝配而成的土製武器。
- 2019年— ：型號為銀色.50口徑Mark XIX型，命名為「Lightning Hawk」。里昂·S·甘乃迪篇中可獲取的麥格農手槍。
- 2019年—：型號為銀色.50口徑Mark XIX型，命名為“.50 GS”，外觀及形狀與真槍有少許不同。戰役模式中由阿蓋塔拉恐怖組織成員“屠夫”所使用。聯機模式中為解鎖武器，可由所有陣營使用，並可進行定制改裝。
- 2019年—《少女前線》：五星手槍，人物設定為亞麻色頭髮與金色瞳孔。
- 2020年—《惡靈古堡3》：型號為銀色.44口徑Mark XIX型，命名為「.44 AE Lightning Hawk」。故事後期可獲取的麥格農手槍，最高難度下則前期可獲取。
- 2020年—《決勝時刻：黑色行動冷戰》：命名為「Hand Cannon」，滑套頂部裝有雷射瞄準器，外觀與真槍有些許不同。於戰役模式關卡「Desperate Measures」作為可拾取武器，其載彈量為8發，沒有備用彈藥，雷射瞄準器會妨礙瞄準。於聯機模式第四季作為連殺獎勵實裝，改為裝填10發爆破彈藥，瞄準時亦改用雷射瞄準器上方的機械瞄具。
- 2021年—《極地戰嚎6》:命名為「沙漠之鷹」，預設8發彈匣，可改裝為10發以及加掛槍口抑制器、瞄具、外紅點。
- 2021年—《戰地風雲2042》：型號為銀色.50口徑Mark XIX皮卡汀尼導軌型，命名為“BFG .50”，為第五季實裝武器之一。
- 2021年—《蔚藍檔案》：伊落瑪麗的固有武器「Piety」原型。
- 2022年—《決勝時刻：現代戰爭II 2022》：型號為.50口徑Mark XIX皮卡汀尼導軌型，使用黑色底把及銀色滑套，命名為“.50 GS”，可作定製改裝。第三季實裝了一款青銅色的全自動衍生型，名為“GS Magna ”。
- 2022年—《蔚藍檔案》：若葉日向的固有武器「Blessing」原型。

### 輕小說
- 2008年—：黑色.50口徑Mark XIX型由遠山金次所使用，原為金次的父親遠山金叉的遺物，但由平賀文違法改造成「金次樣式」，只有在爆發模式下才可以使用。
- 2014年—《刀劍神域外傳Gun Gale Online》：黑色.50口徑型於SJ4期間由WEEI小隊的其中一人所使用。

## 外部連結
- 官方网站
- The Desert Eagle Pistol Knowledge Database （页面存档备份，存于）
- Multiple Threat Magnum （页面存档备份，存于） (American Handgunner article)
- Modern Firearms